# South Coast Plaza
 (septembre 2017).

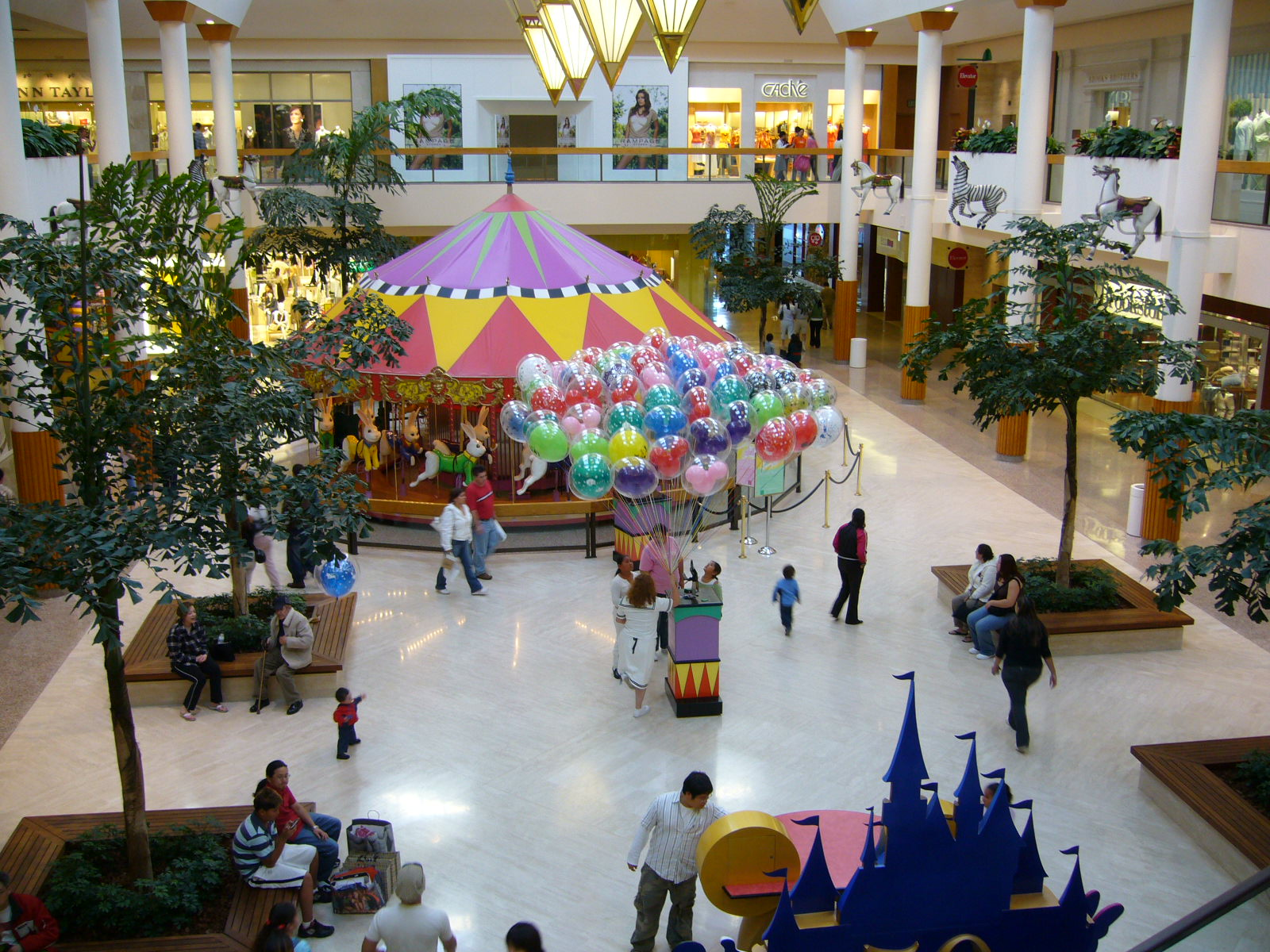
Dans le South Coast Plaza.

Le South Coast Plaza est un grand centre commercial situé à Costa Mesa, dans le Comté d'Orange à 50 km au sud du centre-ville de Los Angeles sur la côte ouest des États-Unis. Il s'agit du troisième centre commercial le plus grand des États-Unis en termes de surface de vente, avec 250 840 m², se classant juste après le King of Prussia Mall et le Mall of America.

## Histoire
Le South Coast Plaza est inauguré en mars 1967 par Henry T. Segerstrom (en), le propriétaire de l'entreprise C.J. Segerstrom & Sons. L'architecte du bâtiment original est Victor Gruen.
En 1986, le centre commercial inaugure une nouvelle extension de près de 64,000 m² baptisée la Crystal Court.
Le South Coast Plaza est un des centres commerciaux les plus visités dans le monde, avec environ 24 millions de visiteurs par an.[réf. nécessaire]

## Grands Magasins
- Bloomingdale's
- Macy's, Macy's Men Store, Macy's Home and Furniture Store
- Nordstrom
- Saks Fifth Avenue
- Sears, Sears Automotive